# Aeropuerto de Zapala
El Aeropuerto de Zapala (IATA: APZ - OACI: SAHZ - FAA: ZAP) es un aeropuerto argentino que da servicio a la ciudad de Zapala, Neuquén. Recibió vuelos de la desaparecida aerolínea Transportes Aéreos Neuquén.
El aeropuerto está ubicado a 10 kilómetros al sur de la ciudad, sobre la Ruta Nacional 40. Posee una pista de 2200 metros de largo por 40 metros de ancho. Tiene 500 metros de calles de rodaje de 15 metros de ancho y la plataforma posee una superficie de 12.000 metros cuadrados. La terminal cuenta con 300 metros cuadrados cubiertos.
Entre 2010 y 2012 se anunciaron obras de remodelación para que el aeropuerto sea alternativo al aeropuerto de la Ciudad de Neuquén. Las obras finalizaron en junio de 2015, luego de que el aeropuerto sea clausurado en diciembre de 2013.
La pista fue reasfaltada con microaglomerado ya que había sido afectada por el terremoto de Chile de 2010 y por la erupción del Puyehue de 2011. También se renovó el señalamiento, el balizamiento de pista, la plataforma y calles de rodaje, y se remodeló y amplió la terminal.

## Destinos

### Nacionales
| Destinos regulares | Nombre del aeropuerto                       | Aerolíneas                                                | Avión                        | Frecuencias semanales                 |
| ------------------ | ------------------------------------------- | --------------------------------------------------------- | ---------------------------- | ------------------------------------- |
| Argentina          |                                             |                                                           |                              |                                       |
| Buenos Aires       | Aeroparque Jorge Newbery                    | Aerolíneas Argentinas American Jet (Mensual)              | B737-700, E-190AR Metro III  | 6 (Mensual)                           |
| Buenos Aires       | Aeropuerto Internacional Ministro Pistarini | Aerolíneas Argentinas (Pandemia) American Jet             | B737-800, E-190AR            | 2 (Mensual)                           |
| Neuquén            | Aeropuerto Internacional Presidente Perón   | Aerolíneas Argentinas (Estacional y Mensual) American Jet | B737-700 ERJ 145, Learjet 35 | 16 (Aeropuerto alternativo a Neuquén) |

## Aerolíneas y destinos que cesaron operaciones
- Austral Líneas Aéreas (Aeroparque, Ezeiza)